# Berghofen (Dortmund)
Berghofen (niederdeutsch: Beärghoawen) ist der Statistische Bezirk 42 und zugleich ein Stadtteil im Südosten der kreisfreien Großstadt Dortmund im Bundesland Nordrhein-Westfalen. Er grenzt an die Stadt Schwerte. Berghofen bildete mit Schüren, Aplerbeck und Sölde das alte Kirchspiel Aplerbeck, das nun – erweitert um einen Teil der Ortschaft Lichtendorf – im Dortmunder Stadtbezirk Aplerbeck aufgegangen ist. Berghofen hat eine Grundfläche von 503,9 Hektar und rund 12.000 Einwohner.

## Geschichte
Ältestes Zeugnis menschlicher Anwesenheit am Ort ist ein Grabhügel im Berghofer Wald, der in die ausgehende Steinzeit oder in die beginnende Bronzezeit zu datieren ist. In einer der Isenberger Vogteirollen des Grafen Friedrich von Altena-Isenberg wird Berghofen um 1220 erstmals namentlich erwähnt. Im Jahre 1229 wurde Theodericus de Berchoven als erster Vertreter einer Adelsfamilie erwähnt, die sich nach dem Ort benannte. 1268 erwarb Adalbert von Berghofen seinen Lehns-(Leihe-)Besitz in Berghofen vom Grafen Gottfried II. von Arnsberg als Eigentum. Spätestens im 14. Jahrhundert gerieten die Herren von Berghofen dann aber in die Lehnsabhängigkeit der Grafen von der Mark. In der Fehde der Grafen von der Mark gegen die Reichsstadt Dortmund wurden 1389 die Berghofer Bauernhöfe von den Dortmundern niedergebrannt. 1425 erlitt der Ort in einer Fehde der Kleve-Märkischen Grafen mit dem Herzog von Berg das gleiche Schicksal. In einer Steuerliste der Grafschaft Mark wurden im Jahre 1486 die Namen der 13 steuerpflichtigen Berghofer Bauerngüter und 3 Kötterstellen verzeichnet. Der Adelshof am Ort war zu jener Zeit schon im Besitze der Familie van Eyll.
Es ist zu vermuten, dass der an der Straße von Hörde nach Schwerte liegende Ort während des Dreißigjährigen Krieges erhebliche Schäden erlitt. Haus Berghofen, der 1969 abgerissene Adelshof des Ortes, war 1684 neu erbaut worden. Mit der Grafschaft Mark war Berghofen 1609 an Brandenburg-Preußen gefallen. 1769 wurden die ungepflegten Markenbereiche der Bauerschaft nach Aufforderung durch die preußische Administration geteilt. 1777 hatte Berghofen 197 Einwohner, die vorwiegend von der Landwirtschaft lebten. Es gab einige Handwerker, und es wurde in kleinen Zechen Bergbau betrieben. Für den Nachbarort Schüren lässt sich der Bergbau bis 1296 zurückverfolgen. Da auch in Berghofen Kohle zu Tage tritt, ist ebenfalls mit früher Nutzung der Steinkohle zu rechnen. Mit der Zeche Feldbank ist dann 1746 erstmals systematischer Kohleabbau belegt. Die letzte Kohle wurde in Berghofen noch in zwei Kleinzechen in den 1950er-Jahren gefördert. Vorwiegend für die Kohleversorgung der Saline Königsborn wurde die Chaussee von Herdecke über Aplerbeck in den neunziger Jahren des 18. Jahrhunderts gebaut. Seither transportierten Berghofer Bauern Kohlen und besserten damit ihr Einkommen auf. Zudem entstanden in Berghofen viele kleine Sandsteinbrüche. Die Bauernbefreiung im Zuge der napoleonischen und preußischen Reformen führten zu einer Zersplitterung des bäuerlichen Besitzes und zu einer zunehmenden Besiedlung der Marken. Seit 1817 gehörte Berghofen zum Amt Aplerbeck im Kreis Dortmund. 1887 wurde das Amt Aplerbeck dem Kreis Hörde zugeschlagen. In Berghofens Nachbarorten Aplerbeck und Hörde entfaltete sich die Industrialisierung des Ruhrgebiets. Die Arbeiter des Hörder Bergwerks- und Hütten-Vereins, der Aplerbecker Hütte und der Kohlentiefbau- und Eisensteinzechen brauchten Wohnungen und wurden zum Teil in Berghofen angesiedelt. Damit setzte ein allmählicher Wandel vom Bauerndorf zur Schlafstadt der Industriearbeiter und Dienstleistenden ein.

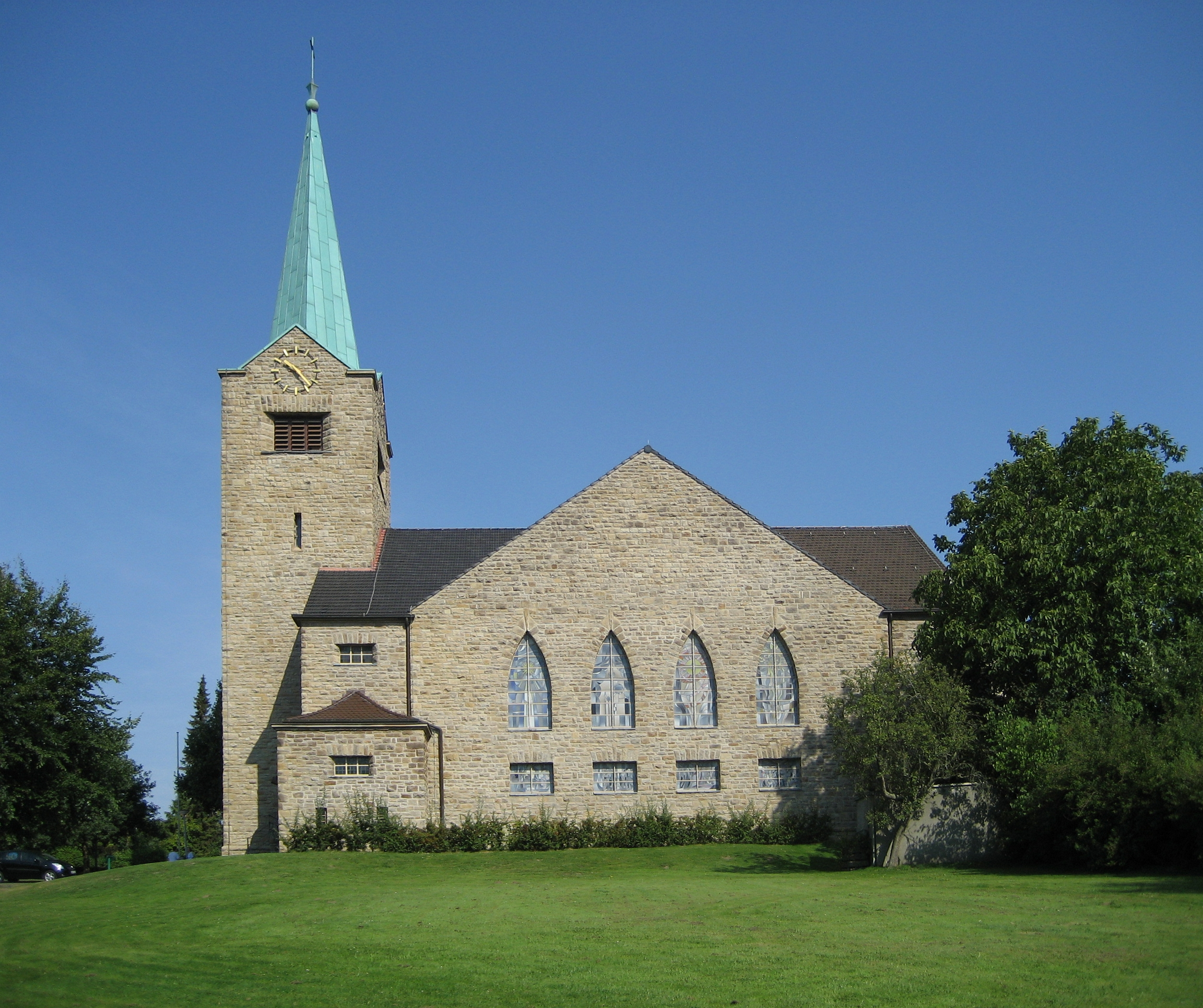
Ev. Kreuzkirche in Berghofen

1852 baute die Gemeinde Berghofen ein eigenes Schulhaus, nachdem zuvor der Unterricht – etwa ein Jahrhundert lang – in einem Privathause gehalten worden war. In noch früheren Zeiten waren die Kinder – eher gelegentlich – im Winter in Aplerbeck, zumeist nur für kurze Zeit, zur Schule gegangen. Seit 1889 bis zur Eingemeindung nach Dortmund hatte Berghofen ein eigenes Standesamt. 1895 wurde die Evangelische Kirchengemeinde selbständig, die 1930 die Kreuzkirche erbaute. Seit 1903 wurde die katholische Messe in Berghofen gefeiert, 1906 konnte die Gemeinde die St.-Josefs-Kirche errichten. Die Katholische Kirchengemeinde wurde 1919 selbständig. 1971 wurde eine neue katholische Kirche fertiggestellt.
Mit Dr. Wulf praktizierte 1896 erstmals ein Arzt am Ort. 1909 eröffnete Lambertz eine Apotheke. Anfang des 20. Jahrhunderts kaufte die Stadt Dortmund große Waldflächen zur Aufstellung von Wasserhochbehältern und gestaltete im Berghofer Wald ein Naherholungsgebiet für die Großstadt. Bis 1899 erreichte man das Gelände mit der Postkutsche, dann fuhr bis 1954 die Straßenbahn, und seither wird der Bereich von Omnibussen angefahren. 1910 gab es das erste elektrische Licht am Ort durch das Kraftwerk der Zeche Vereinigte Wiendahlsbank bei Kruckel. 1913 nach dem Absinken des Grundwasserspiegels durch den Steinkohletiefbau wurde der Ort an die Trinkwasserversorgung der Stadt angeschlossen, deren Fall-Leitungen ohnehin durch den Ort liefen. Während des Ersten Weltkrieges, in dem 238 Berghofer ihr Leben ließen, gelangten bei Post, Bahn, Straßenbahn und Industrie zunehmend Frauen in feste Arbeitsplätze.
Im Zusammenhang mit dem Kapp-Putsch 1920 in Berlin kam es im Ruhrgebiet zu Auseinandersetzungen zwischen der Roten Ruhrarmee und den gegen sie aufgebotenen Freikorps. Im Hause Gockel am Berghofer Wald wurden damals Friedensverhandlungen geführt. Als Anfang des Jahres 1923 Franzosen und Belgier das Ruhrgebiet besetzten, verlief die Grenze des besetzten Gebietes an der heutigen Wittbräucker Straße. Während der Ruhrkampf-Zeit kam es zu schweren Ausschreitungen der französischen Besatzung, zumal der Weg durch den Berghofer Wald von Verfolgten zur Flucht genutzt wurde. Wegen der ständigen Fliegerangriffe im Zweiten Weltkrieg, in dem viele Soldaten aus Berghofen ihr Leben ließen, wurden 1943 die Schulen geschlossen und die Kinder evakuiert.
Der Wasserbehälter Berghofen wurde nach 100-jähriger Betriebszeit abgerissen.

## Berghofen heute

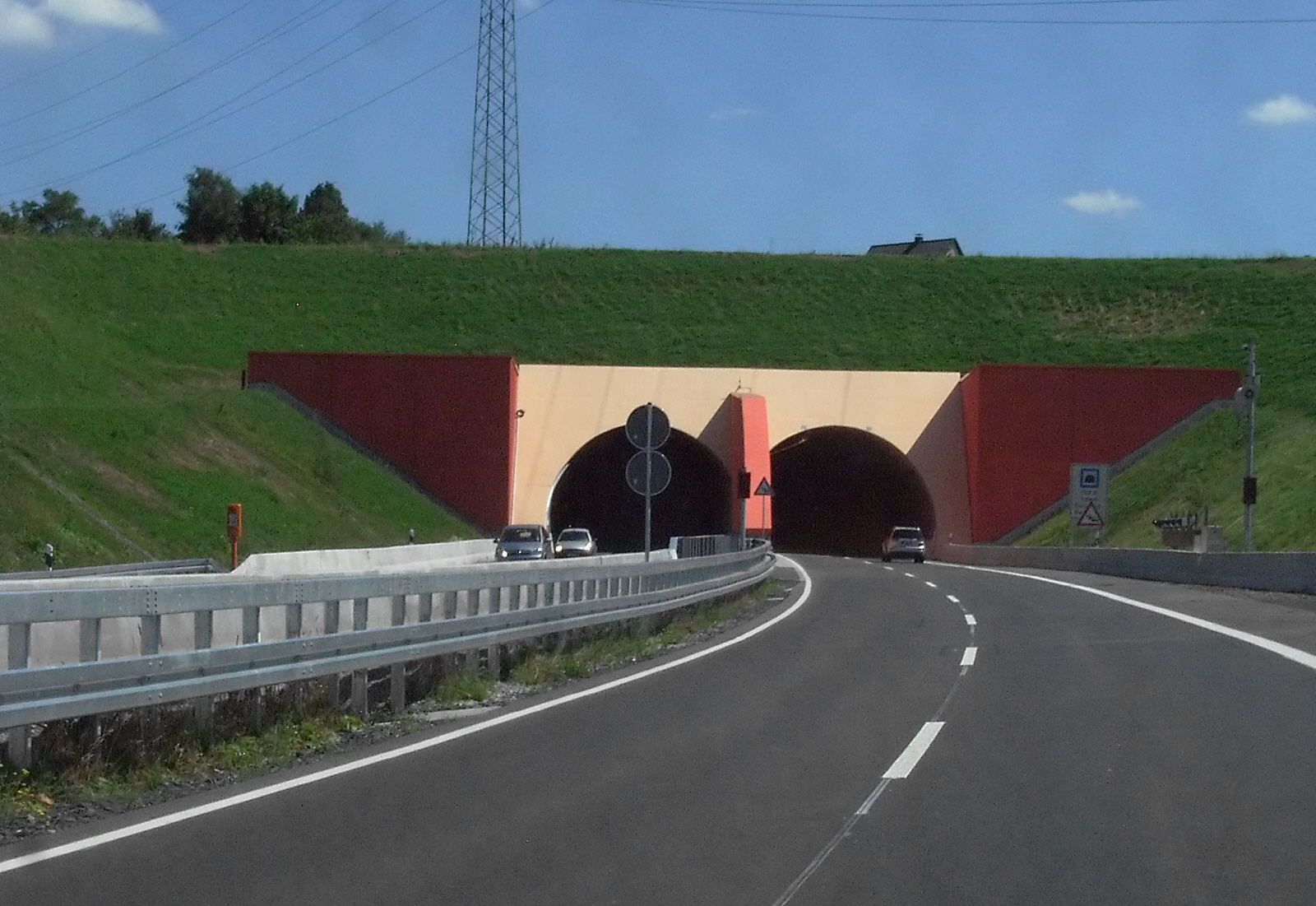
Nordportal des Berghofer Tunnels

Nach dem Zweiten Weltkrieg begann in Berghofen eine unablässige Bautätigkeit. Im einstigen Bauerndorf gibt es nur noch zwei landwirtschaftliche Betriebe. Die Spuren der Industrialisierung sind weitgehend verschwunden. Nur dem Ortskundigen fallen bewaldete Halden und die Staubecken der Wasserkunst des alten Bergbaus noch auf. Im Jahre 1979 feierte Berghofen unter Beteiligung des gesamten „Dorfes“ sein 750-jähriges Bestehen. Der damalige Dortmunder Stadtheimatpfleger und Berghofer Historiker Ingo Fiedler erinnerte in seinem Aufsatz Berghofens erste Erwähnung (in: Berghofer Blick 3/1993) daran, dass sich der Name Berghofen schon in der „Großen Vogteirolle“ findet (s. o.). Deshalb wird Berghofen sein 800-jähriges Dorfjubiläum im Jahre 2020 (nur 41 Jahre nach dem 750.) begehen können.
Die Anbindung des Ortes und der umliegenden Region an das Netz der Bundesautobahnen und Bundesstraßen unter Einbeziehung des alten Verkehrsweges von Hörde nach Schwerte, der Berghofer Straße, führte zu einem enormen Verkehrsaufkommen, das durch den am 14. Juli 2008 eröffneten Tunnel Berghofen im Verlauf der B 236 spürbar reduziert wurde.
Der gemeinnützige Verein Unsere Mitte Steigerturm e. V. (gegründet im Oktober 2015) hat sich dem Erhalt des 1914 errichteten Feuerwehrgerätehauses und der Wiederbelebung der historischen Dorfmitte "Opm Suegemarkt" verschrieben.

## Bevölkerung
Zum 31. Dezember 2024 lebten 12.075 Einwohner in Berghofen (mit Berghofer Mark).
Struktur der Berghofer Bevölkerung (mit Berghofer Mark):
- Bevölkerungsanteil der unter 18-Jährigen: 15,4 % [Dortmunder Durchschnitt: 16,2 % (2018)][4]
- Bevölkerungsanteil der mindestens 65-Jährigen: 24,0 % [Dortmunder Durchschnitt: 20,2 % (2018)][5]
- Ausländeranteil: 9,9 % [Dortmunder Durchschnitt: 22,3 % (2024)][6]
- Arbeitslosenquote: 6,4 % [Dortmunder Durchschnitt: 11,0 % (2017)][7]

Das durchschnittliche Einkommen in Berghofen liegt etwa 10 % über dem Dortmunder Durchschnitt.

### Bevölkerungsentwicklung
| Jahr | Einw.  |
| ---- | ------ |
| 1987 | 12.030 |
| 2003 | 11.667 |
| 2008 | 11.811 |
| 2013 | 11.998 |
| 2016 | 11.895 |
| 2019 | 11.954 |
| 2022 | 11.895 |

## Personen
- Paul Kipper (1876–1963), Jurist
- Fritz Weikart (1912–unbekannt), Ringer
- Aki Schmidt (1935–2016), Fußballspieler und -trainer
- Ulrich Straeter (* 1941), Autor, Herausgeber und Verleger